# Cinema Johnie
Cinema Johnie es el tercer álbum del grupo de punk rock Johnie All Stars.
Es el primer álbum de la banda en alcanzar un #1 en la radio.[cita requerida]
Fue lanzado independientemente para ser descargado gratis  (enlace roto disponible en Internet Archive; véase el historial, la primera versión y la última). y tuvo constante rotación a nivel radial y televisiva.

## Canciones
| N.º | Título                           | Duración |  |
| 1.  | «Johnie Presenta»                | 0:18     |  |
| 2.  | «Cinema Realidad»                | 2:27     |  |
| 3.  | «Rocanrol»                       | 2:19     |  |
| 4.  | «La Peor Llamada»                | 2:04     |  |
| 5.  | «Banda Sonora Criminal»          | 1:33     |  |
| 6.  | «Chica Zombie A Go-Go»           | 1:47     |  |
| 7.  | «El Carro de la Basura»          | 2:26     |  |
| 8.  | «No Visite la Confitería»        | 0:47     |  |
| 9.  | «No Hay Feliz Año»               | 2:27     |  |
| 10. | «Muertos de Risa»                | 1:08     |  |
| 11. | «Cien Amigos»                    | 2:28     |  |
| 12. | «Eso es lo que Yo Hago»          | 2:30     |  |
| 13. | «Motosierra»                     | 2:56     |  |
| 14. | «Pagando»                        | 1:56     |  |
| 15. | «La Vida no Es Tan Chimba»       | 1:48     |  |
| 16. | «Hombre en Llamas»               | 2:06     |  |
| 17. | «Subliminal All Stars (The End)» | 4:00     |  |

## Composición
Luego de un largo receso desde la grabación de su anterior trabajo Por Honor en el 2001 y gracias a varios percances (cambios de alineación y ausencias por motivos personales), la banda (luego de incluir a Paulo Arbeláez en guitarras y a David Ortiz en batería) vuelve al proceso de re-formación y composición de un nuevo trabajo.
Camilo parte para el Oriente en 2005 y lo reemplaza Jorge Conde (en aquellos días miembro de Al D-Tal). Con la formación ya establecida nuevamente emprenden la jornada habitual de conciertos de que los caracterizó en los 90 y un proceso de composición en principio muy lento.
Para el 2006 ya contaban con 3 temas completos (Rocanrol, Eso es lo que Yo Hago y El Carro de la Basura), además de un cover de La Pestilencia, Soldado Mutilado. Con los tres primeros lanzan exclusivamente para las emisoras un EP y el tercero sirve como partícipe del álbum tributo "Todos Somos La Peste". En 3 semanas Rocanrol se posiciona como #1 en Veracruz Stereo y es actualmente la canción más significativa de Johnie hasta la fecha.
En el 2007 la banda se mete de lleno a la composición y luego de 3 meses de trabajo, Sebastián Mejía se une como productor. Así, para julio del mismo año graban una preproducción con la mayoría de los temas.
Tanto en este proceso como en las etapas finales de la composición, por iniciativa de Regino, la banda visualiza el álbum como una película Clase B, haciendo alusión constante a temas como los zombis, las películas de acción de los 80 y referencias visuales que los marcaron en su niñez; para así referirse a los temas sociales y personales que siempre ha tomado Regino como base de sus letras.
En septiembre vuelve Camilo al país y en diciembre empiezan en Igneus Studios (Medellín, Colombia) las sesiones de grabación, las cuales culminan en marzo de 2008 y Jorge "Chata" Mejía y Paulo Arbeláez (aunque este último no sale acreditado en la versión impresa del álbum) mezclan, editan y masterizan el producto final.

## Lanzamiento
Luego de algunas reuniones con disqueras del país, Johnie decide sacar el trabajo de manera independiente y en dos versiones: una impresa (acompañada de un kit promocional -camisa, sticker y afiche-) y una descargable por medio de su página web. Esta última se publicó gratis, lo cual le permitió a la banda tener un gran despliegue, alcanzando casi las 1500 copias descargadas en sólo la primera semana.
El álbum recibió buenas críticas en las emisoras y revistas nacionales y los llevó a participar en el Festival Internacional Altavoz, así como en el Nuevas Bandas 2009 en Caracas, Venezuela; además de un largo itinerario a través de todo Colombia.

## Sencillos
- "Rocanrol"
- "Hombre en Llamas"
- "Cinema Realidad"
- "Chica Zombie A Go-Go"

## Videos
- "Rocanrol"
- "El Carro de la Basura"
- "Cinema Realidad"
- "Chica Zombie A Go-Go"

## Miembros
- Sebastián Regino - voz.
- Juan Pablo "El Nerd" Rodríguez - guitarra, voz en El Carro de la Basura, coros.
- Paulo Arbeláez - guitarra, voz en No Hay Feliz Año.
- Camilo "Casco" Gómez - bajo y coros.
- David Ortiz - batería.
- Sebastián Mejía - Productor, voz en Cien Amigos y Hombre en Llamas, coros y guitarras
- Jorge "Chata" Mejía - Ingeniero de audio, mezcla y masterización.

## Músicos invitados
- Jorge "El Costeño" Conde - Bajo en Rocanrol y cocompositor de todos los temas -excepto Eso es lo que Yo Hago-.
- Alejandro "Lelo" Arango - Compositor e intérprete de Johnie Presenta y No Visite Nuestra Confitería.